# Lübesse
Lübesse ist eine Gemeinde im Landkreis Ludwigslust-Parchim in Mecklenburg-Vorpommern (Deutschland). Sie wird vom Amt Ludwigslust-Land mit Sitz in der nicht amtsangehörigen Stadt Ludwigslust verwaltet.

## Geografie und Verkehr
Die Gemeinde liegt an der Landesstraße 72 (ehemals Bundesstraße 106) etwa 13 Kilometer südlich von Schwerin. Die Bundesautobahn 24 ist über die Anschlussstelle Wöbbelin in sieben Kilometern Entfernung zu erreichen.
Umgeben wird Lübesse von den Nachbargemeinden Schwerin im Norden, Plate im Nordosten, Banzkow im Osten, Uelitz im Süden und Südwesten, Sülstorf im Westen sowie Holthusen im Nordwesten.
Zur Gemeinde gehören die Ortsteile Lübesse, Hasenhäge und Ortkrug.

## Geschichte

### 1700 bis Mitte 20. Jahrhundert

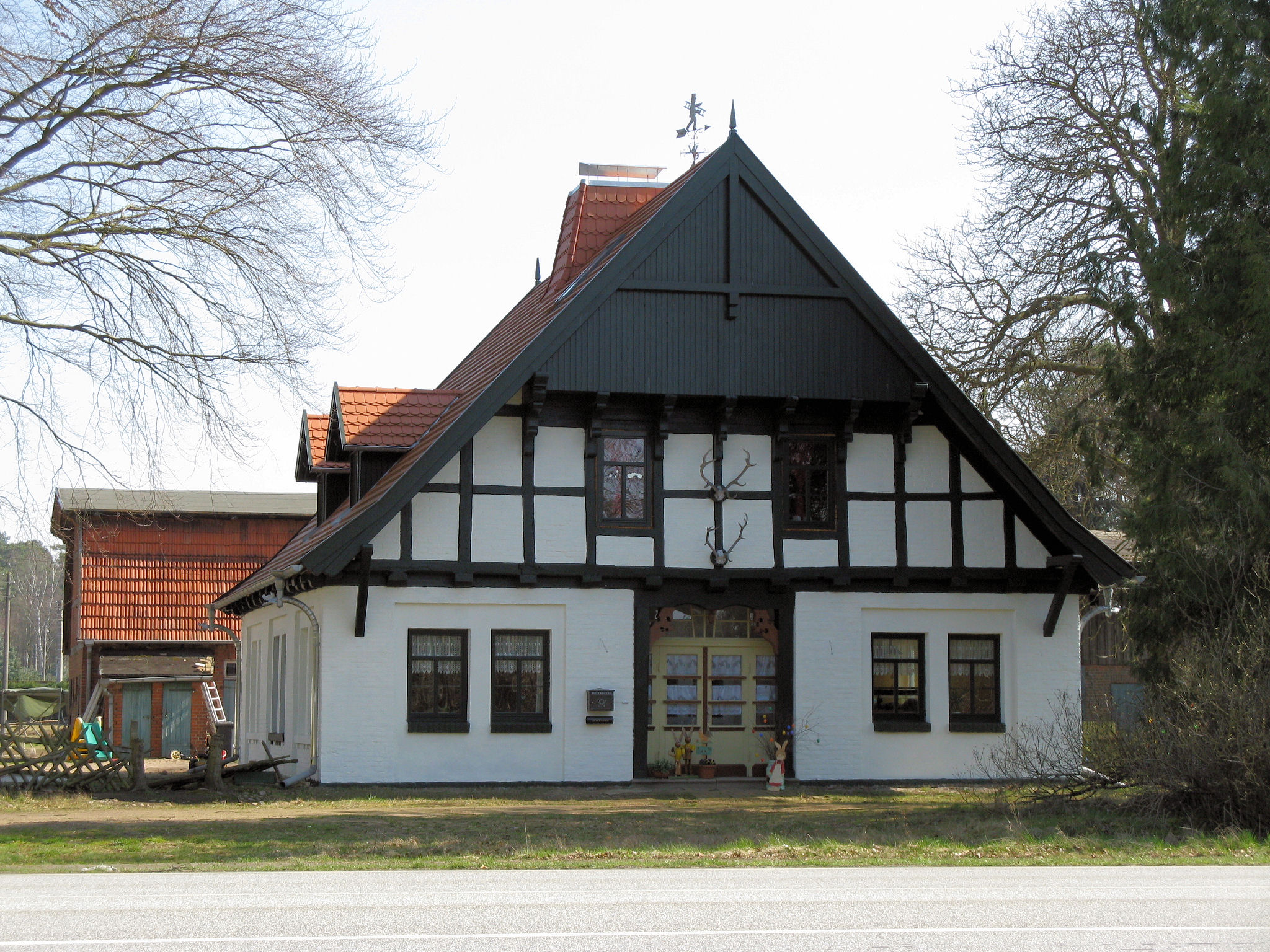
Forsthaus in Hasenhäge

In Karten um 1700 sind die Orte „Lubbes“ und „Ortkrog“ vermerkt, wonach Lübesse nach Uelitz eingepfarrt war. Hasenhäge ist ein alter Forstortsname, welcher im 19. Jahrhundert vom Banzkower Forstreservat übernommen wurde.

### 1950 bis 1989
Zu DDR-Zeiten wurde im Ort das Betriebs-Ferienlager Hermann Schlimme vom VEB Gießerei und Maschinenbau Berlin-Lichtenberg errichtet und unterhalten. Ein weiteres Betriebs-Ferienlager stellte der VEB WGK (Wohnungs- und Gesellschaftsbaukombinat) Schwerin den Kindern seiner Betriebsangehörigen zur Verfügung. Es wurde nach 1990 dem Verfall preisgegeben.

Im Ortsteil Ortkrug hatte die Deutsche Post Berlin-Pankow nach Umbau eines historischen Gutshofs ein weiteres Kinderferienlager ab Mitte der 1960er Jahre eingerichtet. Direkt am Drewitzer See gab es eine eigene Badestelle. Die Kapazität betrug etwa 100 Kinder, darunter war regelmäßig eine Schülergruppe aus der Tschechoslowakei. Diese kamen auf Basis eines Patenschaftsvertrages mit einem eigenen Gruppenleiter.

### Ab 1990
Bei Ausgrabungen der Humboldt-Universität Berlin in den Jahren 2002–2005 südwestlich der Ortslage Lübesse wurden Spuren einer Besiedlung der späten Römischen Kaiserzeit bzw. frühen Völkerwanderungszeit gefunden.
Nach der Wende hat sich die Einwohnerzahl des Ortes mehr als verdoppelt, was vor allem auf die Stadtflucht zurückzuführen ist. Am nördlichen Ortsrand entstand ein großes Gewerbegebiet und ein Windpark.

## Politik

### Gemeindevertretung und Bürgermeister
Der Gemeinderat besteht (inkl. Bürgermeister) aus 8 Mitgliedern. Die Wahl zum Gemeinderat am 26. Mai 2019 hatte folgende Ergebnisse:
| Partei/Bewerber               | Prozent | Sitze |
| ----------------------------- | ------- | ----- |
| Wählergemeinschaft Lübesse 99 | 94,57   | 8     |

Bürgermeister der Gemeinde ist Burghard Engel, er wurde mit 86,01 % der Stimmen gewählt.

### Wappen
| Wappen von Lübesse | Blasonierung: „Geteilt; oben in Gold ein betagleuchtetes rotes Haus mit Satteldach, sechs balkenweise angeordneten Rundbogenfenstern und einer Tür im Mittelteil sowie je zwei rechteckigen und zwei Rundbogenfenstern (2:2) in den Seitenflügeln; unten in Rot ein laufender goldener Hase.“ |
| Wappen von Lübesse | Wappenbegründung: Das Wappen verweist mit dem Haus auf den denkmalgeschützten Marstallbau im Ortsteil Ortkrug, dieser diente früher zum Umspannen und Rasten der Pferde von Kutschen. Mit dem Hasen als redendes Symbol wird ein bildlicher Bezug zum Namen des Ortsteils Hasenhäge hergestellt. Die Tingierung erinnert an die Zugehörigkeit von Lübesse zur einstigen Grafschaft Schwerin. Das Wappen und die Flagge wurde von dem Schweriner Heraldiker Heinz Kippnick gestaltet. Es wurde am 19. März 1996 durch das Ministerium des Innern genehmigt und unter der Nr. 88 der Wappenrolle des Landes Mecklenburg-Vorpommern registriert. |

### Flagge
Die Flagge wurde am 2. April 1996 durch das Ministerium des Innern genehmigt.
Die Flagge ist gleichmäßig längs gestreift von Gelb und Rot und ist in der Mitte des Flaggentuchs mit den Figuren des Gemeindewappens belegt; in der unteren Hälfte des gelben Streifens mit einem betagleuchteten roten Haus mit Satteldach, sechs balkenweise angeordneten Rundbogenfenstern und einer Tür im Mittelteil sowie je zwei rechteckigen und zwei Rundbogenfenstern (2:2) in den Seitenflügeln; in der oberen Hälfte des roten Streifens mit einem laufenden gelben Hasen. Das Haus nimmt ein Sechstel der Höhe und zwei Fünftel der Länge des Flaggentuchs ein, der Hase zwei Neuntel der Höhe und ein Drittel der Länge des Flaggentuchs. Die Länge des Flaggentuchs verhält sich zur Höhe wie 5:3.

### Dienstsiegel
Das Dienstsiegel zeigt das Gemeindewappen mit der Umschrift „• GEMEINDE LÜBESSE • LANDKREIS LUDWIGSLUST-PARCHIM“.

## Sehenswürdigkeiten

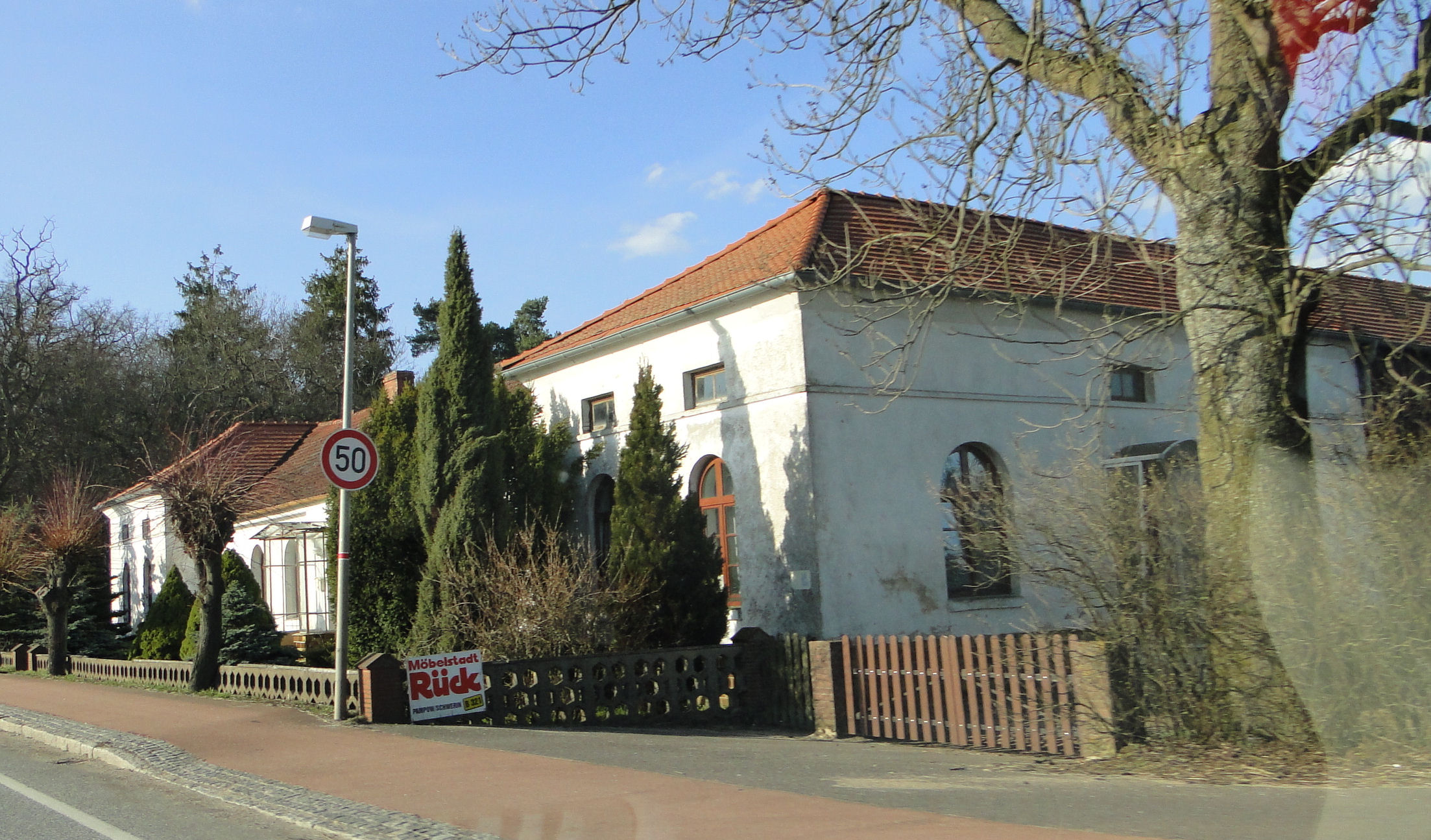
Ehemaliger Marstall im Ortsteil Ortkrug

Die Baudenkmale der Gemeinde sind in der Liste der Baudenkmale in Lübesse aufgeführt.